# Lavandula latifolia
La lavanda latifolia (nome scientifico Lavandula latifolia Medik., 1783) è una pianta suffruticosa sempreverde della famiglia delle Lamiaceae. si distingue dalla lavanda officinale perché quest'ultima possiede foglie più strette.

## Etimologia
Il nome comune "lavanda" con il quale siamo abituati a chiamare queste piante (ma anche quello scientifico del genere Lavandula) è stato recepito nella lingua italiana dal gerundio latino "lavare" ( = che deve essere lavato) per alludere al fatto che queste specie erano molto utilizzate nell'antichità (soprattutto nel Medioevo) per detergere il corpo. L'epiteto specifico (latifolia) fa riferimento alle larghe foglie di questa specie.
Il nome scientifico è stato definito per la prima volta dal botanico e fisico tedesco Friedrich Kasimir Medikus (Grambach, 1736 – Grambach, 8 luglio 1808) nella pubblicazione "Beobachtungen auf Reisen nach dem Riesengebirge. Dresden." (Beobacht. (1783) 135; Vill. Hist. Pl. Dauph. ii. 363; Ehrh. Beitr. vii. 55.) del 1783.

## Descrizione

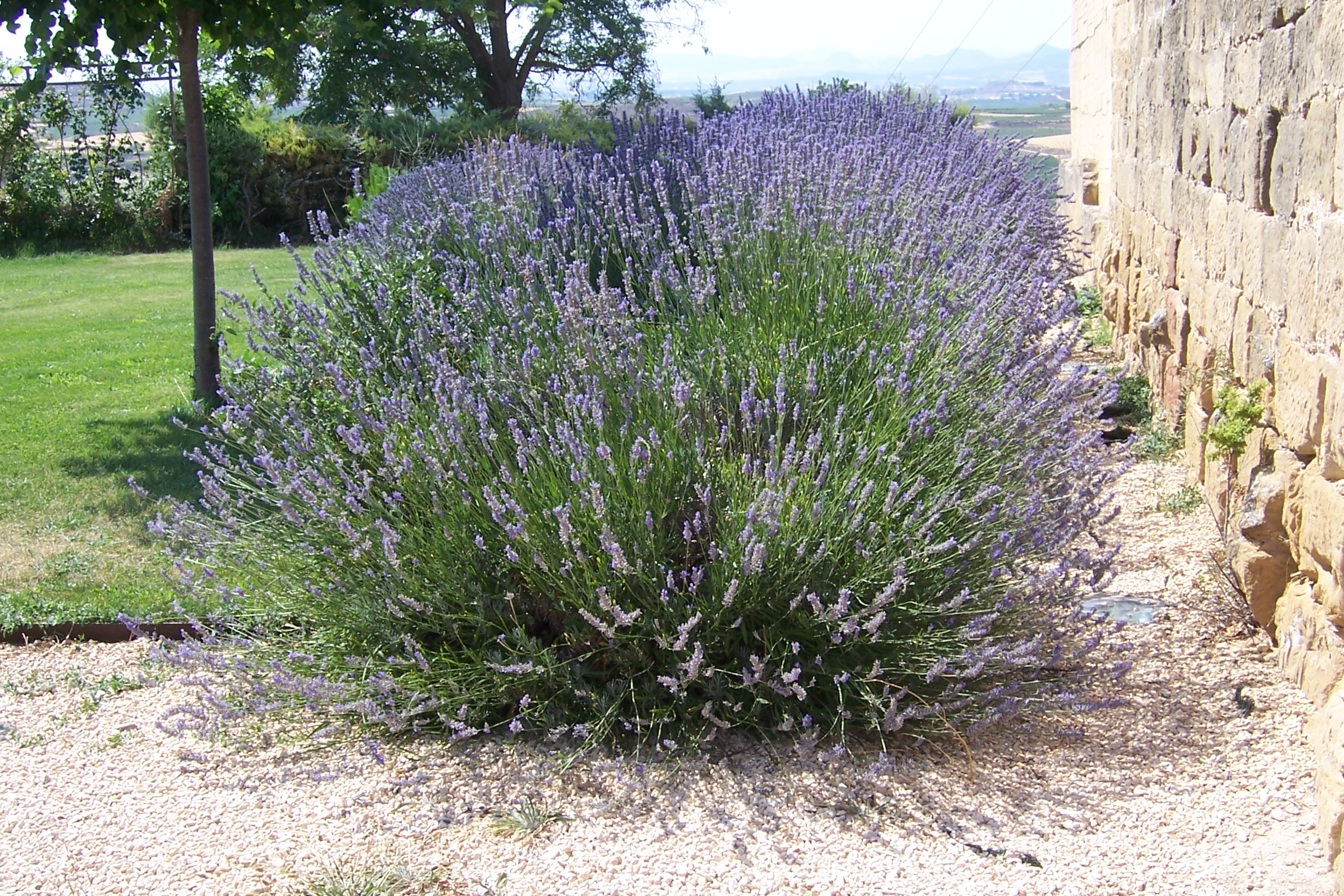
Il portamento

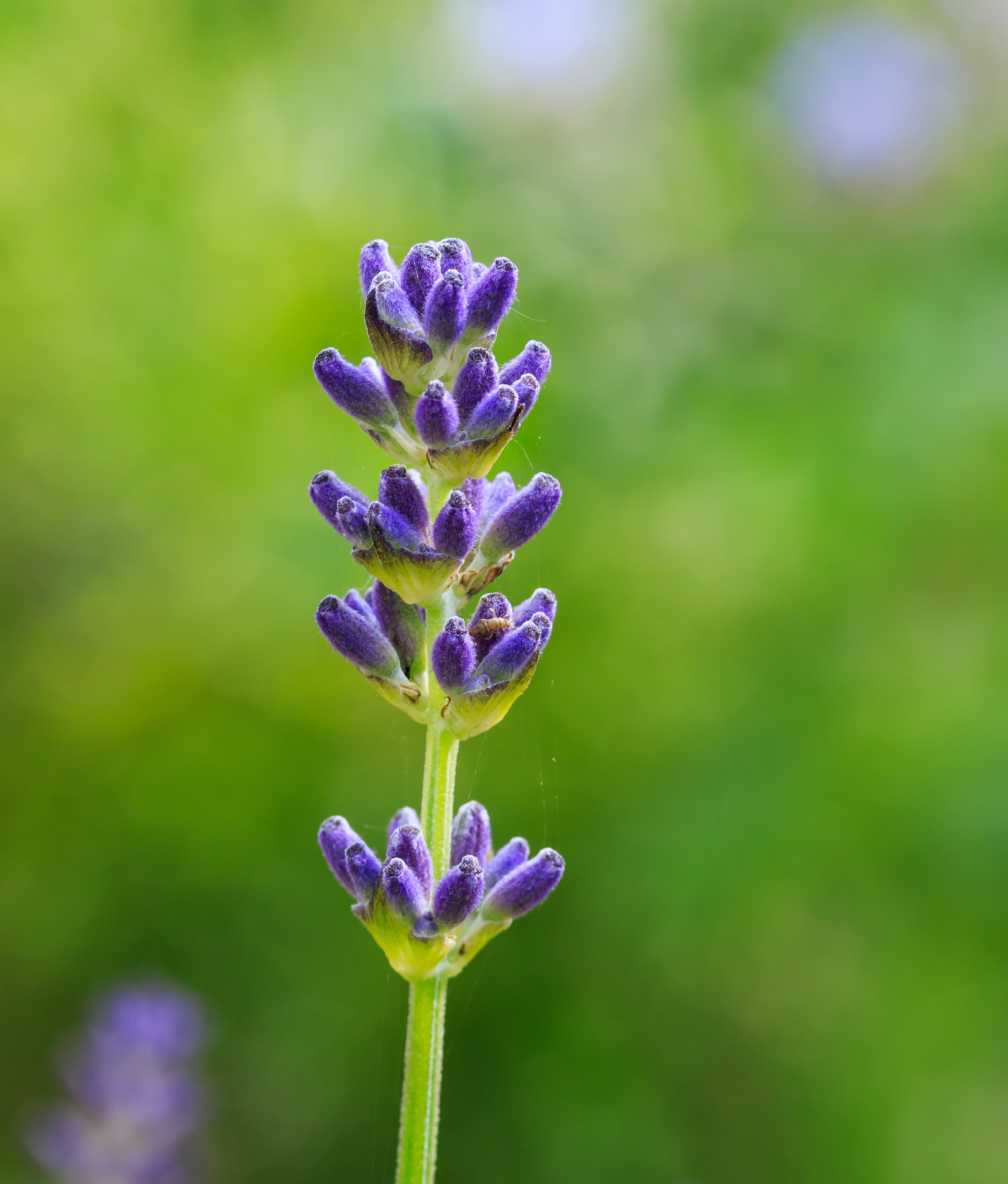
Infiorescenza

Queste piante possono arrivare fino 3 – 8 dm di altezza. La forma biologica è nano-fanerofite (NP), sono piante perenni e legnose, con gemme svernanti poste ad un'altezza dal suolo tra i 30 cm e i 2 metri. Hanno quindi un portamento arbustivo o subarbustivo o cespitoso-arbustivo. Sono peraltro fortemente aromatiche. L'indumento è grigio-tomentoso (per peli stellati).

### Radici
Le radici sono secondarie da rizoma.

### Fusto
La parte aerea del fusto è legnosa, eretta con superficie pubescente. La parte alta è ramosa con i giovani rami di tipo erbaceo.

### Foglie
Le foglie lungo il fusto sono disposte in modo opposto (addensate alla base e distanziate verso l'apice). La lamina è intera con contorno spatolato; la base è attenuata verso il picciolo; l'apice varia da ottuso a acuto; i margini sono revoluti. Le foglie sono profumate e persistenti. All'ascella delle foglie sono inseriti ciuffi di foglie più piccole. Dimensione delle foglie: larghezza 2 – 5 mm.

### Infiorescenza
Le infiorescenze sono delle spighe di 3 – 8 cm. I fiori sono disposti a verticilli (da 6 - 12 fiori) e sono più o meno lungamente pedicellati e distanziati. Nell'infiorescenza sono presenti delle brattee a consistenza erbacea con forme da lineari a lanceolate con una sola nervatura centrale. Non è presente un ciuffo di brattee sterili. Dimensione delle brattee: larghezza 3 – 4 mm; lunghezza 6 – 8 mm. Le bratteole sono lineari e lunghe 2 – 3 mm.

### Fiore
I fiori sono ermafroditi, zigomorfi, tetrameri (4-ciclici), ossia con quattro verticilli (calice – corolla - androceo – gineceo) e pentameri (5-meri: la corolla e il calice sono a 5 parti).
- Formula fiorale. Per la famiglia di queste piante viene indicata la seguente formula fiorale:

X, K (5), [C (2+3), A 2+2] G (2), (supero), drupa, 4 nucule
- Calice: il calice gamosepalo è del tipo da attinomorfo a subattinomorfo. La parte iniziale tubolare ha delle forme ovoidi-cilindriche ed è percorso da 13 o 15 nervature. Termina debolmente bilabiato: il labbro superiore è intero, quello inferiore ha 4 denti. Il calice è persistente e si dilata leggermente alla fruttificazione. Lunghezza del calice: 4 – 5 mm.
- Corolla: la corolla gamopetala è debolmente bilabiata con lobi di varie forme divaricati quasi ad angolo retto. Il portamento dei lobi in genere è patente (diritto e/o diffuso). Il tubo della corolla o è appena eccedente il calice oppure può essere 3 volte più lungo ed è comunque dilatato alle fauci. I colori variano da purpureo a violaceo. Lunghezza della corolla 8 – 10 mm.
- Androceo: gli stami sono quattro didinami (il paio anteriore è più lungo), sono declinanti e inclusi nel tubo corollino. I filamenti sono glabri. Le antere sono reniformi e sono confluenti. Il disco del nettare normalmente è formato da 4 lobi. I granuli pollinici sono del tipo tricolpato o esacolpato.
- Gineceo: l'ovario è supero formato da due carpelli saldati (ovario bicarpellare) ed è 4-loculare per la presenza di falsi setti divisori all'interno dei due carpelli. La placentazione è assile. Gli ovuli sono 4 (uno per ogni presunto loculo), hanno un tegumento e sono tenuinucellati (con la nocella, stadio primordiale dell'ovulo, ridotta a poche cellule).[13] Lo stilo inserito alla base dell'ovario (stilo ginobasico) è del tipo filiforme. Lo stigma è bilobato o privo di lobi e capitato.
- Fioritura: da giugno a settembre.

### Frutti
Il frutto è uno schizocarpo composto da 4 nucule glabre e lisce. Le nucule sono provviste di areole ed hanno delle varie forme, dimensioni e colori. La deiscenza è basale o laterale.

## Riproduzione
- Impollinazione: l'impollinazione avviene tramite insetti tipo ditteri e imenotteri (impollinazione entomogama).[8][14] In particolare la pianta è bottinata dalle api.
- Riproduzione: la fecondazione avviene fondamentalmente tramite l'impollinazione dei fiori (vedi sopra).
- Dispersione: i semi cadendo a terra (dopo essere stati trasportati per alcuni metri dal vento – disseminazione anemocora) sono successivamente dispersi soprattutto da insetti tipo formiche (disseminazione mirmecoria). I semi hanno una appendice oleosa (elaisomi, sostanze ricche di grassi, proteine e zuccheri) che attrae le formiche durante i loro spostamenti alla ricerca di cibo.[15]

## Distribuzione e habitat

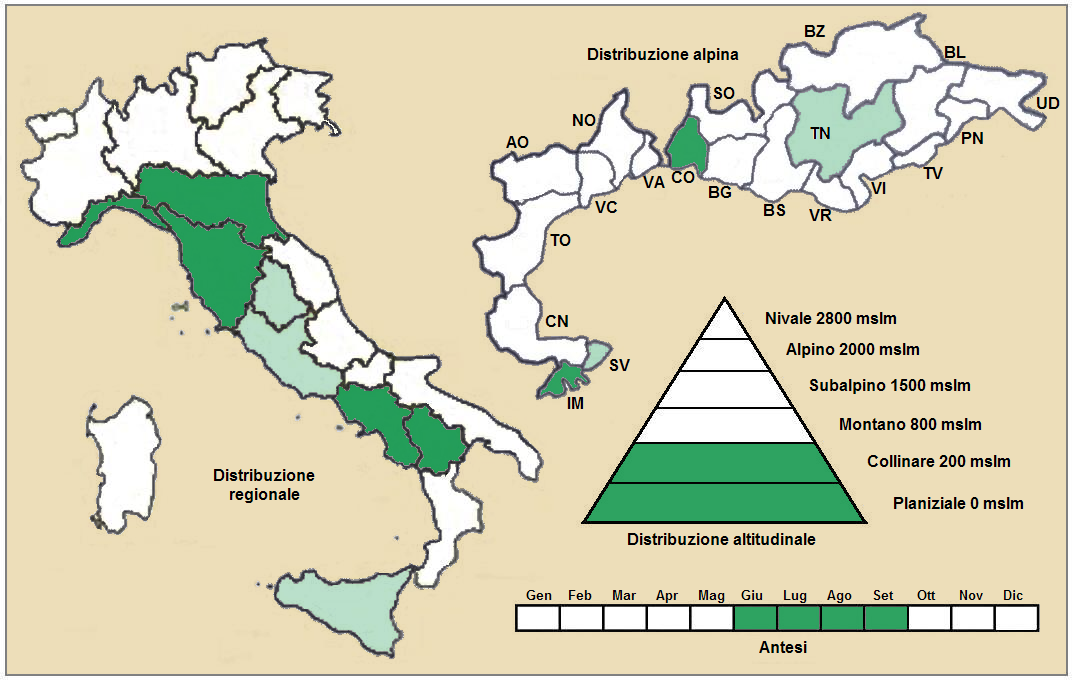
Distribuzione della pianta
(Distribuzione regionale – Distribuzione alpina)

- Geoelemento: il tipo corologico (area di origine) è Steno-Mediterraneo Occidentale.
- Distribuzione: in Italia è una specie rara ed è presente lungo la costa tirrenica e del Mar Ligure al nord.  Fuori dall'Italia nelle Alpi questa specie si trova in Francia (dipartimenti di Alpes-de-Haute-Provence, Hautes-Alpes, Alpes-Maritimes e Drôme). Sugli altri rilievi europei collegati alle Alpi si trova nel Massiccio Centrale e Pirenei.[17] Altrove è presente nel Mediterraneo, tra la Spagna e Algeria.
- Habitat: l'habitat tipico per queste piante sono i pendii aridi e cespugliosi. Il substrato preferito è calcareo ma anche calcareo/siliceo con pH basico, bassi valori nutrizionali del terreno che deve essere arido.[17]
- Distribuzione altitudinale: sui rilievi queste piante si possono trovare fino a 1000 m s.l.m.; frequentano quindi i seguenti piani vegetazionali: collinare e quello planiziale – a livello del mare.

### Fitosociologia
Dal punto di vista fitosociologico alpino Lavandula latifolia appartiene alla seguente comunità vegetale:
- Formazione: comunità delle lande di arbusti nani e delle torbiere

- Classe: Rosmarinetea

- Ordine: Rosmarinetalia

- Alleanza: Rosmarino-Ericion

## Tassonomia
La famiglia di appartenenza del genere (Lamiaceae), molto numerosa con circa 250 generi e quasi 7000 specie, ha il principale centro di differenziazione nel bacino del Mediterraneo e sono piante per lo più xerofile (in Brasile sono presenti anche specie arboree). Per la presenza di sostanze aromatiche, molte specie di questa famiglia sono usate in cucina come condimento, in profumeria, liquoreria e farmacia. La famiglia è suddivisa in 7 sottofamiglie; il genere Lavandula è descritto nella tribù Lavanduleae (di cui è l'unico genere) che appartiene alla sottofamiglia Nepetoideae.
Il numero cromosomico di L. latifolia è: 2n = 48, 50 e 54.

### Ibridi
La specie di questa voce può facilmente ibridarsi con la specie Lavandula lanata Boiss., 1838 per formare il seguente ibrido:
- Lavandula × losae Rivas Goday ex Sánchez-Gómez , Alcaraz & García Vall.

### Sinonimi
Questa entità ha avuto nel tempo diverse nomenclature. L'elenco seguente indica alcuni tra i sinonimi più frequenti:
- Lavandula angustifolia Moench
- Lavandula cladophora  Gand.
- Lavandula decipiens  Gand.
- Lavandula erigens  Jord. & Fourr.
- Lavandula guinardii  Gand.
- Lavandula hybrida  E.Rev. ex Briq.
- Lavandula inclinans  Jord. & Fourr.
- Lavandula interrupta  Jord. & Fourr.
- Lavandula latifolia var. erigens  (Jord. & Fourr.) Nyman
- Lavandula latifolia var. tomentosa  Briq.
- Lavandula major  Garsault
- Lavandula ovata  Steud.
- Lavandula spica  Cav.
- Lavandula spica var. latifolia  L.
- Lavandula spica var. ramosa  Ging.

## Usi

### Farmacia
Secondo la medicina popolare questa pianta ha le seguenti proprietà medicamentose:
- antibatterica (blocca la generazione dei batteri);
- antisettica (proprietà di impedire o rallentare lo sviluppo dei microbi);
- antispasmodica (attenua gli spasmi muscolari, e rilassa anche il sistema nervoso);
- carminativa (favorisce la fuoriuscita dei gas intestinali);
- emmenagoga (regola il flusso mestruale).

### Cucina
I fiori sono eduli (commestibili) e possono essere impiegati nella preparazione di biscotti, torte e aggiunti a risotti, gnocchi.
La lavanda è una pianta mellifera e si può produrre del miele, ma la pianta è poco diffusa se non negli orti e giardini e quindi la produzione è solo occasionale.

### Altri usi
È usata anche come olio essenziale, nella confezione di incensi e come repellete per insetti. i fiori sono usati per la profumazione di biancheria.

## Altre notizie
La lavanda a foglie larghe in altre lingue è chiamata nei seguenti modi:
- (DE)  Breitblättiger Lavendel
- (FR)  Lavande à larges feuilles
- (EN)  French Lavender